# Бланшар, Жюль
Жюль Бланшар (фр. Jules Blanchard; 25 мая 1832[…], Пюизо — 2 мая 1916, VI округ Парижа) — французский скульптор.

## Биография
Родился в 1832 году в Пюизо, департамент Луаре.
Учился в Париже у Франсуа Жуффруа. С 1859 по 1913 год регулярно выставлял свои работы на ежегодном Парижском салоне. Награждался жюри Салона в 1866, 1867 и 1873 годах.
На Всемирной выставке 1889 года удостоился золотой медали (за многофигурную скульптурную группу).
Кавалер ордена Почетного легиона (1881).
Создатель множества скульптур, преимущественно на аллегорические, мифологические, реже на религиозные и ориентальные сюжеты.
Скончался Бланшар в 1916 году в Париже.

## Галерея

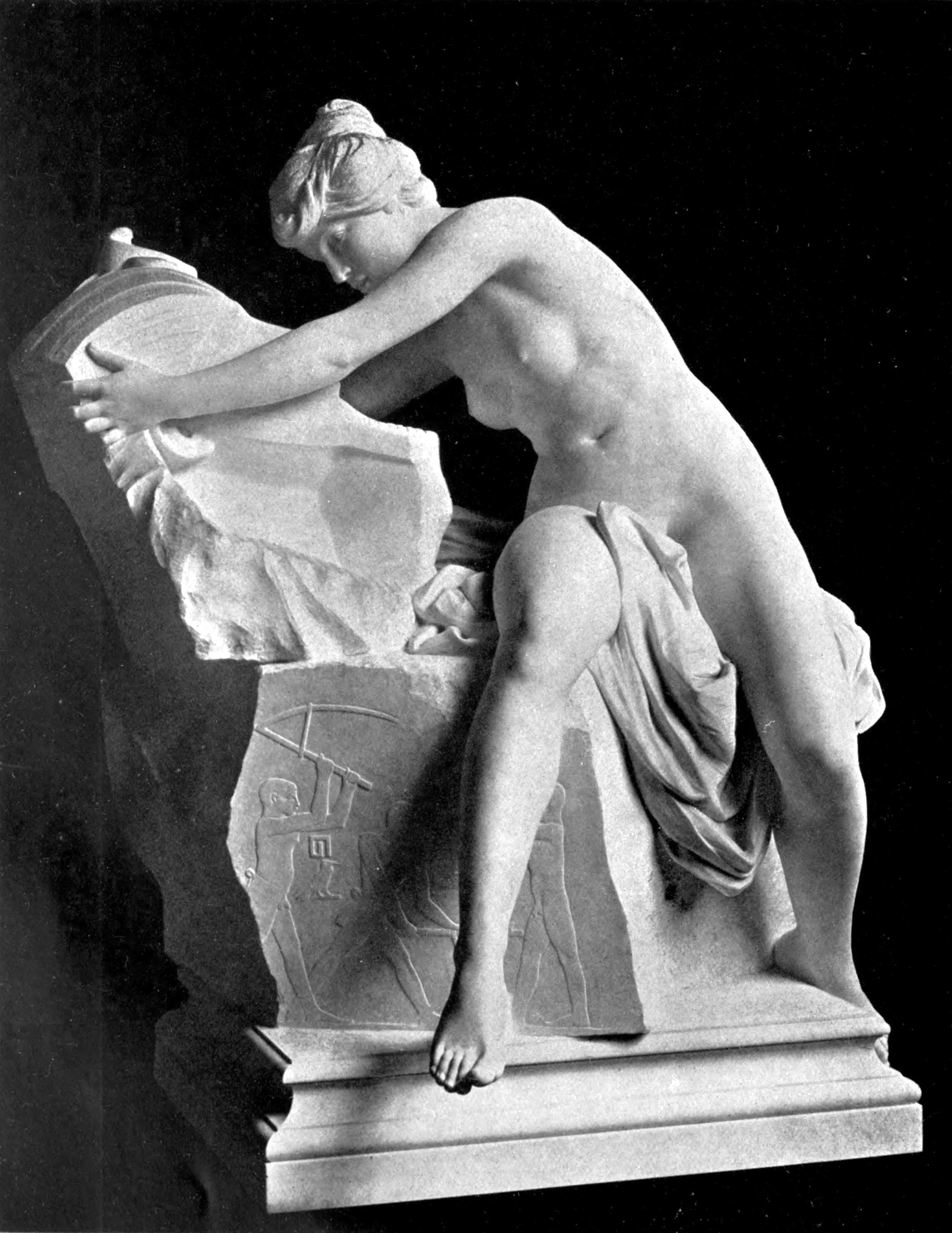
Девушка и сфинкс
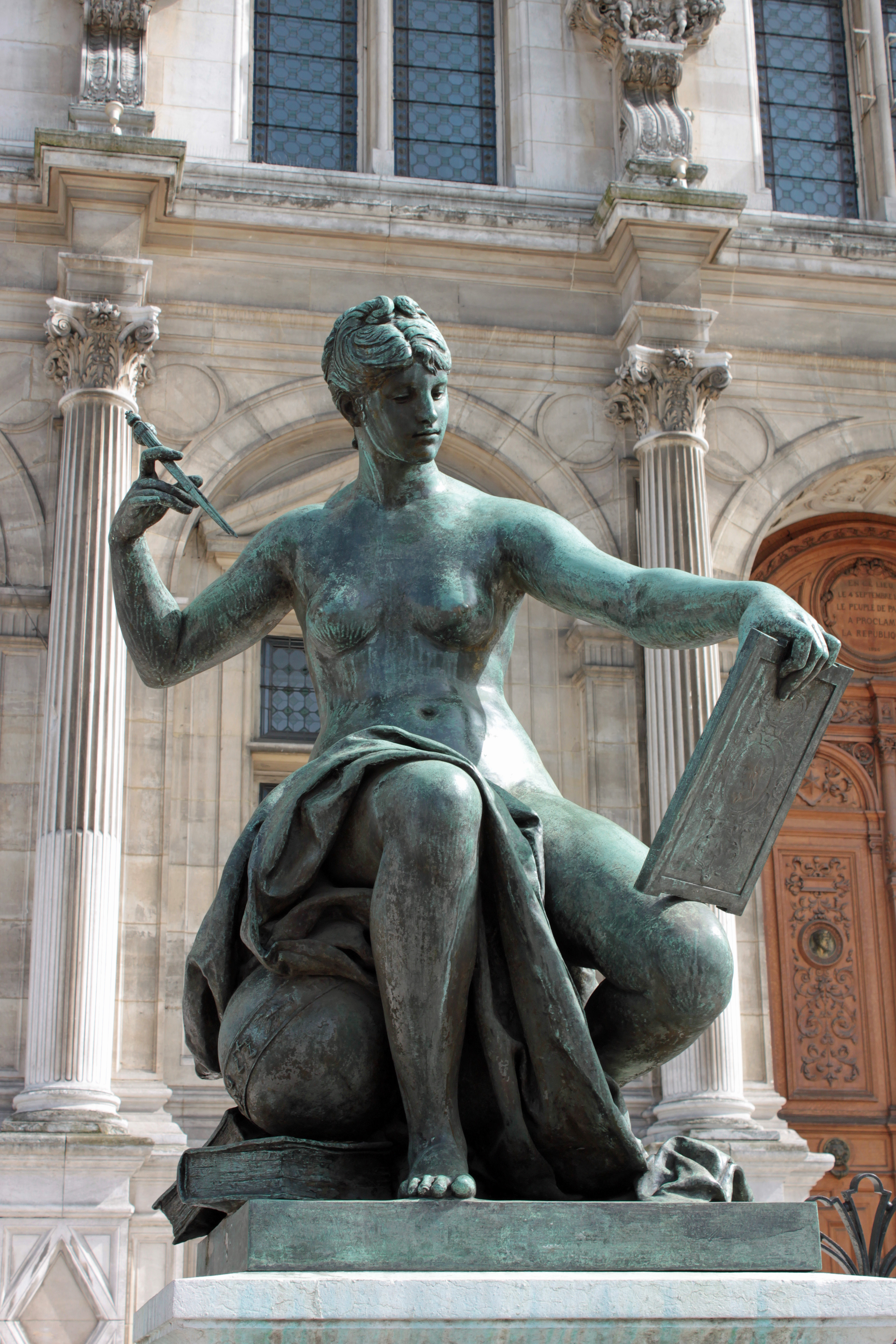
Аллегория Науки. Париж
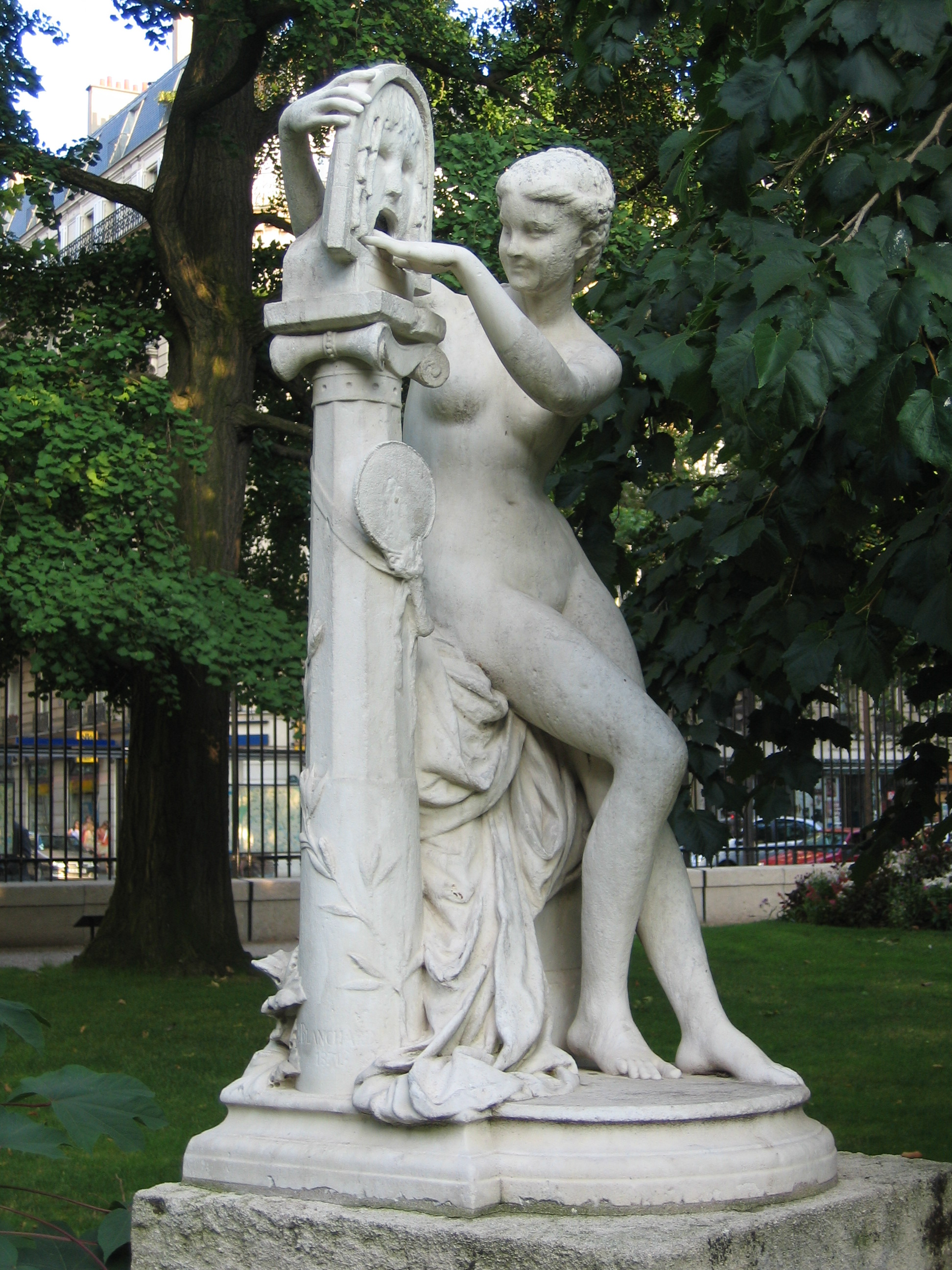
«Уста истины». Люксембургский сад, Париж
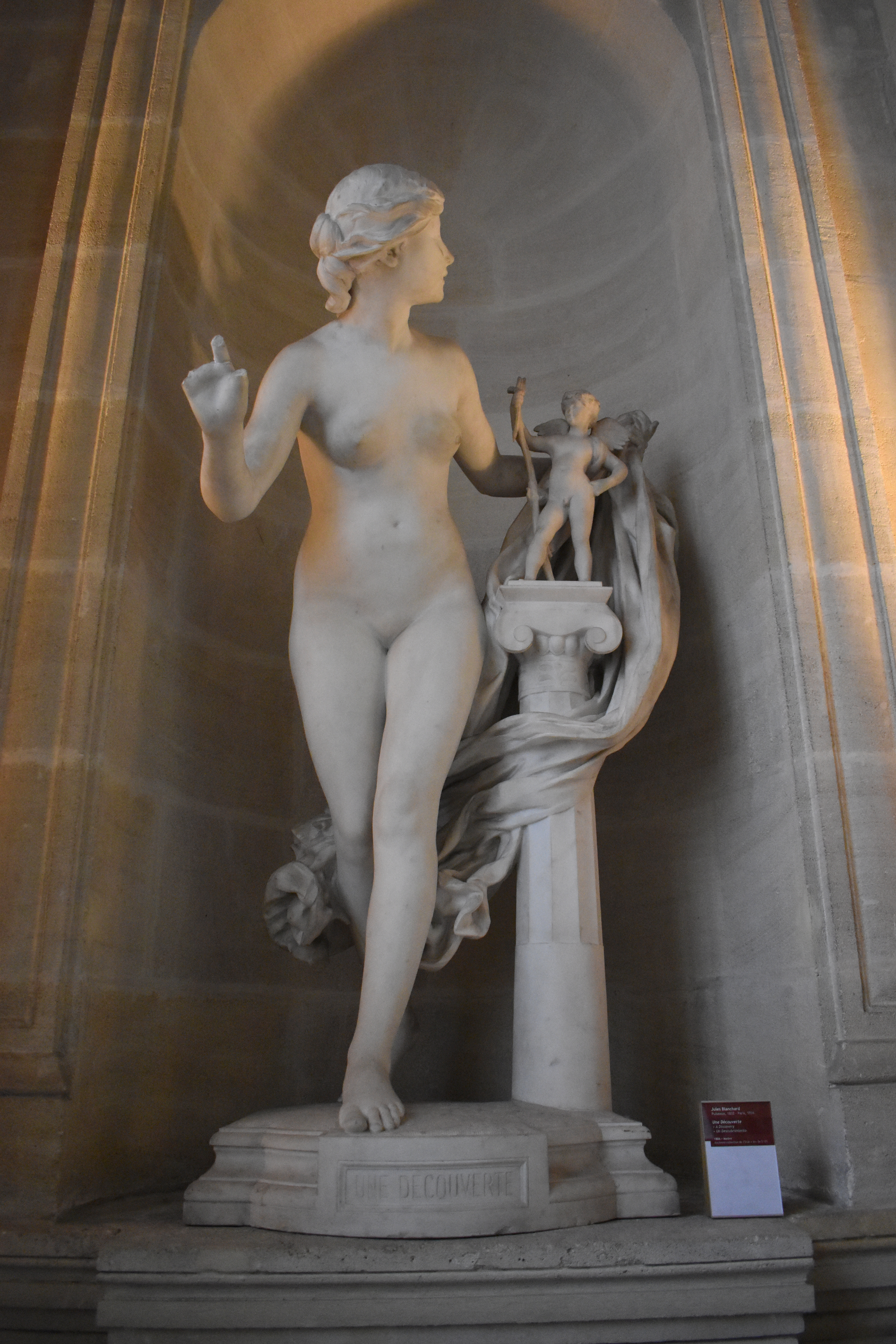
Открытие. Музей изящных искусств, Бордо
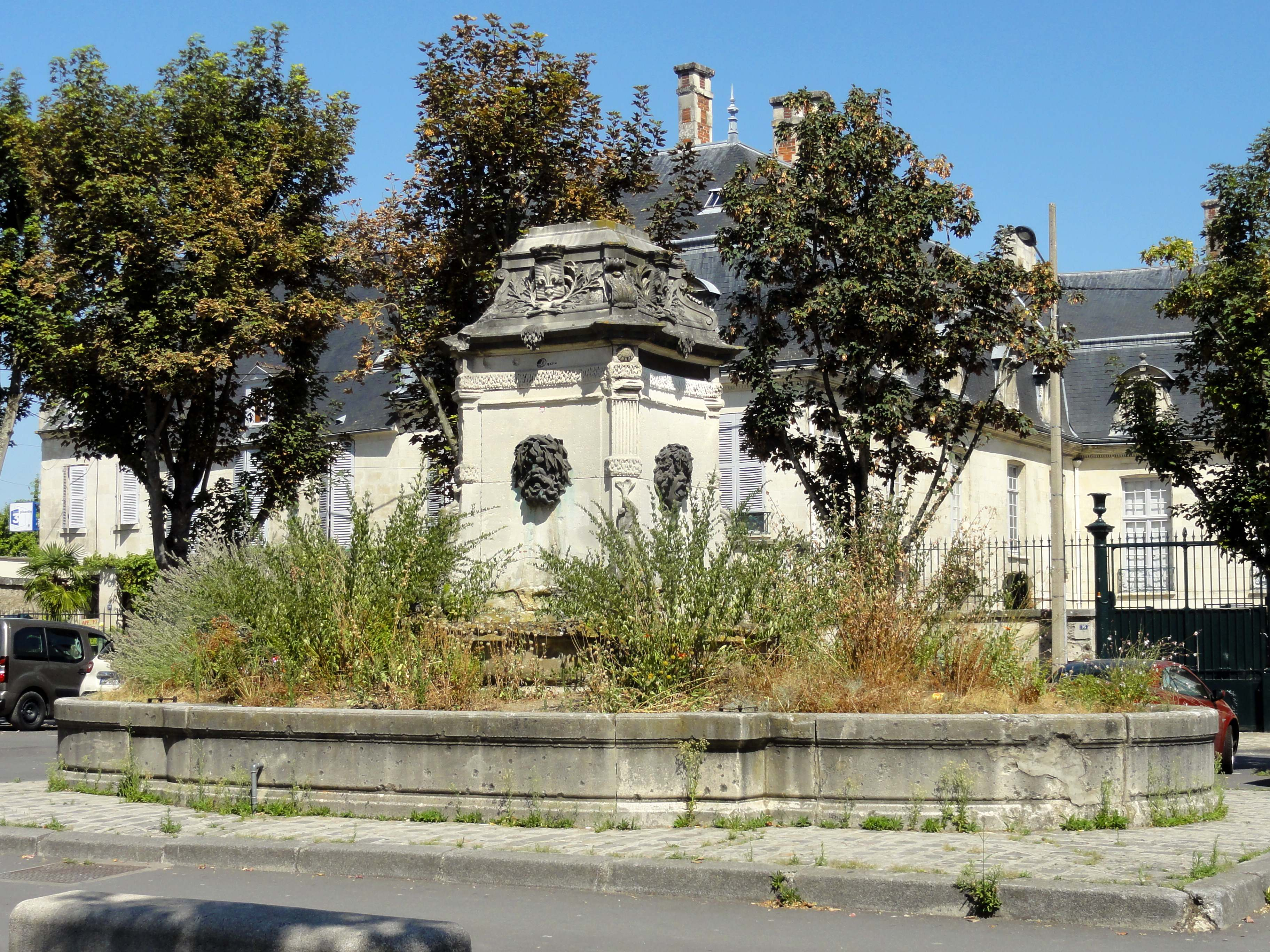
Городской фонтан, Суассон
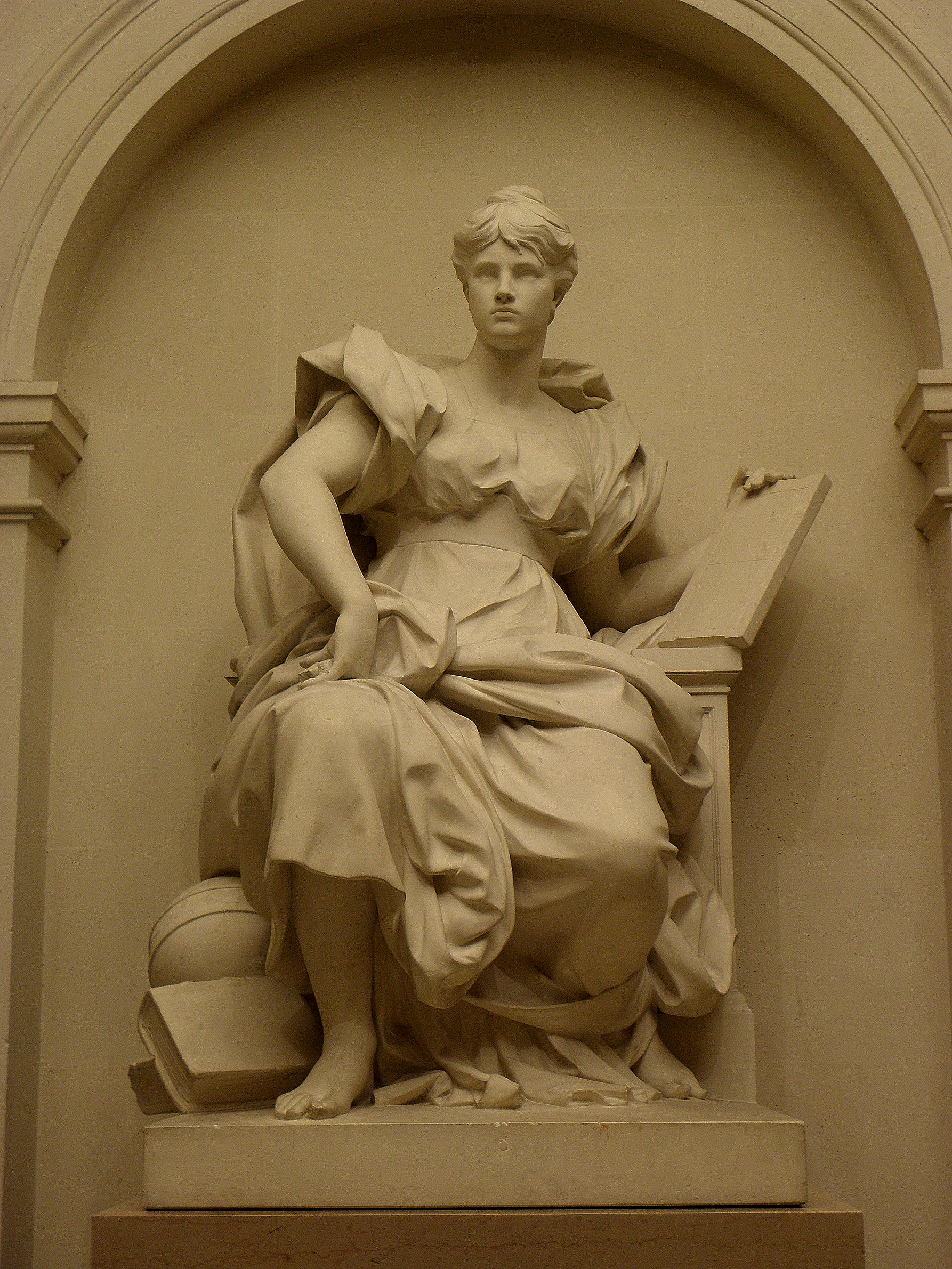
Аллегорическая скульптура в помещении Сорбонны, Париж